# Elaine Abraham
Chuu Shah, mais conhecida pelo seu nome ocidental Elaine Abraham (Yakutat, 19 de junho de 1929 – Anchorage, 18 de maio de 2016), foi uma educadora, enfermeira, ativista e líder indígena dos Estados Unidos, e a primeira mulher indígena Tlingit a se graduar em Enfermagem.
Filha do líder indígena Teikweidei e de Susie Bremner, descendente de um explorador escocês, Elaine cresceu falando a língua nativa e só aprendeu inglês ao ingressar na escola primária de Yakutat. Fez seu curso secundário em Sitka, e depois estudou Enfermagem na Escola de Enfermagem Sage Memorial do Arizona, diplomando-se com as mais altas notas jamais obtidas por um aluno da instituição e tornando-se a primeira Tlingit a obter o título.
Depois de formada trabalhou por dois anos na Terra Indígena Navajo, e então passou a trabalhar para o Serviço de Saúde Indígena, atuando em Juneau, Bethel, Sitka e Anchorage. Em Sitka foi supervisora de Enfermagem do Hospital Mount Edgecumbe e foi uma das fundadoras do programa de saúde Southeast Health Aide, para atendimento de doentes em regiões de acesso difícil, ainda em atividade. Também fundou o primeiro Conselho de Saúde Indígena de Yakutat, o Conselho de Saúde Indígena do Sudeste do Alasca e o Conselho de Saúde Indígena do Estado do Alasca.
Aposentou-se como enfermeira com cerca de 40 anos, mas não cessou de estudar nem de atuar na comunidade. Obteve um bacharelado em Desenvolvimento de Recursos Humanos, um mestrado em Educação Multiétnica, certificados em Antropologia e Linguística Indígena, e completou um doutorado com 70 anos. Desempenhou várias funções no Sheldon Jackson College, incluindo as de deã associada para os estudantes, diretora de serviços especiais e vice-presidente de desenvolvimento institucional. Ali desenvolveu o Programa de Treinamento de Professores de Línguas Tlingit e Haida e colaborou na redação da Lei da Educação Bilíngue do Alasca.
Na Universidade do Alasca atuou por dezessete anos, foi co-fundadora do seu Centro de Línguas Nativas do Alasca, e ocupou a posição de vice-presidente de Educação Rural, sendo a primeira mulher e a primeira indígena a alcançar um posto administrativo sênior na universidade. Colaborou em programas de educação e no estabelecimento de colégios em regiões com alta densidade populacional indígena. Foi conselheira da Organização de Estudantes Indígenas, comandou a primeira pesquisa sobre ensino de indígenas do Alasca, recomendando diversos melhoramentos no sistema vigente, todos acatados pelo órgão de educação, introduziu os encontros para cultivo de costumes indígenas no ambiente universitário a fim de garantir a permanência dos alunos nativos, e foi uma incansável advogada dos interesses indígenas e da sua cultura e valores tanto no meio acadêmico como fora dele.
Foi membro de vários colegiados de alto nível, incluindo a Corporação Indígena Yakutat, o Conselho de Tribos Tlingit de Yakutat, delegada do Conselho Central de Tribos Indígenas Tlingit e Haida do Alasca, pesquisadora sênior do Projeto Yakutat e por anos foi chefe da Comissão de Ciência Indígena do Alasca. Também tornou-se chefe de um clã de sua tribo, élder da Igreja Presbiteriana de Yakutat e membro do Conselho Geral do Presbitério do Alasca. Além disso, desempenhou um papel relevante na revitalização da língua Tlingit e das tradições coreográficas e religiosas deste povo.
Recebeu diversos reconhecimentos pela sua atividade: foi a primeira indígena do Alasca a receber o Prêmio American Indian Achievement, em 1973; em 1974 recebeu do governo do estado o título de Alasquiano Ilustre, em 1984 foi eleita Cidadã do Ano pela Associação Indígena Cook Inlet; em 1996 a Universidade do Alasca concedeu-lhe o Prêmio de Serviços Meritórios, e em 2011 foi incluída na Sala da Fama do Alasca.
Foi casada com George Ramos, com quem teve cinco filhos.